# Christian Miniussi
Christian Miniussi (n. 5 iulie 1967, Adrogué⁠(d), Buenos Aires, Argentina) este un jucător de tenis argentinian, medaliat olimpic. A participat la o ediție a Jocurilor Olimpice (1992) în care a câștigat o medalie de bronz.

## Participări
Lista de mai jos prezintă principalele competiții la care a participat Christian Miniussi de-a lungul carierei.
- tennis at the 1992 Summer Olympics – men's doubles[*]